# حكومة جراد الثالثة
حكومة عبد العزيز جراد الثالثة حكومة جزائرية كُلّف برئاستها الوزير الأول عبد العزيز جراد الذي عيّنهُ رئيس الجمهورية عبد المجيد تبون في 23 جوان 2020.
أُعلن عن تشكيلة الحكومة في 21 فبراير 2021.

## أعضاء الحكومة
- رئيس الجمهورية وزير الدفاع الوطني : عبد المجيد تبون
- عبد العزيز جراد، الوزير الأول

الوزراء
- صبري بوقادوم وزيرا للخارجية
- كمال بلجود وزيرا للداخلية
- بلقاسم زغماتي وزيرا للعدل، حافظا للأختام
- أيمن بن عبد الرحمان وزيرا للمالية
- محمد عرقاب وزيرا للطاقة والمناجم.
- شمس الدين شيتور وزير الانتقال الطاقوي والطاقات المتجددة.
- الطيب زيتوني وزيرا المجاهدين و ذوي الحقوق.
- يوسف بلمهدي وزيرا للشؤون الدينية والأوقاف.
- محمد واجعوط وزير التربية الوطنية.
- عبد الباقي بن زيان وزيرا للتعليم العالي والبحث العلمي.
- هيام بن فريحة وزيرة التكوين والتعليم المهنيين.
- مليكة بن دودة وزيرة الثقافة والفنون.
- سيد علي خالدي وزير الشباب والرياضة.
- حسين شرحبيل وزير الرقمنة والإحصائيات.
- إبراهيم بومزار وزير البريد والمواصلات السلكية واللاسلكية .
  - انهيت مهامه الوزارية[3]

في 27 أفريل 2021 كلّف وزيرا للصيد البحري والمنتجات الصيدية سيد أحمد فروخي بتولّي مهام وزير البريد والمواصلات السلكية واللاسلكية بالنيابة.
- كوثر كريكو وزيرة التضامن الوطني والأسرة وقضايا المرأة .
- محمد باشا وزيرا للصناعة.
- عبد الحميد حمداني وزيرا للفلاحة والتنمية الريفية.
- محمد طارق بلعريبي وزيرا للسكن والعمران والمدينة.
- كمال رزيق وزيرا للتجارة.
- عمار بلحيمر وزير للإتصال، ناطق رسميا للحكومة.
- كمال ناصري وزيرا للأشغال العمومية والنقل.
- مصطفى كمال ميهوبي وزيرا للموارد المائية.
- محمد حميدو وزيرا للسياحة والصناعة التقليدية والعمل العائلي.
- عبد الرحمان بن بوزيد وزيرا للصحة و السكان وإصلاح المستشفيات.
- الهاشمي جعبوب وزيرا للعمل والتشغيل والضمان الاجتماعي.
- بسمة عزوار وزيرة العلاقات مع البرلمان.
- دليلة بوجمعة وزيرة للبيئة.
- سيد أحمد فروخي وزيرا للصيد البحري والمنتجات الصيدية.
  - كلّفت في 27 أفريل 2021 بتولّي مهام وزير البريد والمواصلات السلكية واللاسلكية بالنيابة.[4]
- عبد الرحمان لطفي جمال بن باحمد وزيرا للصناعات الصيدلانية.

الوزراء المنتدبون
- نسيم ضيافات وزيرا منتدب لدى الوزير الأول مكلف بالمؤسسات المصغرة.
- ياسين المهدي وليد وزيرا منتدب لدى الوزير. الأول مكلف باقتصاد المعرفة والمؤسسات الناشئة.

كتاب الدولة
- اسماعيل مصباح كاتب للدولة لدى وزارة الصحة والسكان وإصلاح المستشفيات مكلف بإصلاح المستشفيات.
- سليمة سواكري كاتبة للدولة لدى وزير الشباب والرياضة، مكلفة برياضة النخبة.

الأمناء
الأمين العام للحكومة: يحيى بوخاري

## وصلات خارجية
- الموقع الإلكتروني للحكومة الجزائرية